# Hypseleotris dayi
Hypseleotris dayi é uma espécie de peixe da família Eleotridae.
É endémica da África do Sul.